# Гожень-Гурни
Гожень-Гурни (пол. Gorzeń Górny) — село в Польщі, у гміні Вадовиці Вадовицького повіту Малопольського воєводства.
Населення — 291 особа (2011).

## Історія
У 1975-1998 роках село належало до Бельського воєводства, підпорядковувалося районній адміністрації у Вадовицях.

## Демографія
Демографічна структура станом на 31 березня 2011 року:
|          | Загалом | Допрацездатний вік | Працездатний вік | Постпрацездатний вік |
| -------- | ------- | ------------------ | ---------------- | -------------------- |
| Чоловіки | 139     | 22                 | 97               | 20                   |
| Жінки    | 152     | 35                 | 86               | 31                   |
| Разом    | 291     | 57                 | 183              | 51                   |